# Gorlois
Gorlois (Welsh Gwrlais, Latijn: Worlesius, Engels Wallace) is in de legenden rond Koning Arthur hertog van Cornwall. Hij was gehuwd met Igraine. Zij hadden in elk geval drie dochters: Anna of Morgawse, Elaine en Morgana ook wel Morgana le Fay genoemd.

## Historia Regum Britanniae
Hij wordt voor het eerste genoemd door Geoffrey of Monmouth in de Historia Regum Britanniae. Daar is hij een van Uther Pendragons meest vertrouwde raadslieden die hem bijstaat in de strijd tegen de Saksen. Maar als Uther tijdens het Kerstfeest zijn vrouw ontmoet, wordt deze op slag verliefd. Gorlois is onaangenaam verrast door de attenties van de koning voor zijn vrouw en ontvlucht het hof om de vrouw van wie hij houdt te redden. Uther beveelt hem terug te komen, maar hij weigert, waarop Uther een leger uitrust en oprukt naar Cornwall. Gorlois plaatst zijn vrouw in het kasteel Tintagel en trekt zichzelf terug op Dimilioc. Vermomd door Merlijn als de hertog dringt Uther door tot Tintagel en de vrouw die hij begeert. Diezelfde nacht doet Gorlois een uitval en wordt daarbij gedood. Arthur is het resultaat van deze nachtelijke ontmoeting.
In de meeste navertellingen blijft deze verhaallijn intact.

## Historisch?
De aanwezigheid van namen als Treworlas (Tre-Wrlais) en Carhurles (Caer-Wrlais) suggereren dat er in elk geval een Gorlois is geweest. Maar natuurlijk hoeft dat niet dezelfde als de Gorlois van de legenden te zijn.